# Гітінов Арсен Ідрисович
Арсен Ідрисович Гітінов (рос. Арсен Идрисович Гитинов; нар. 1 червня 1977, село Тлондода, Цумадинський район, Дагестанська АРСР, РРФСР, СРСР) — російський і киргизький борець вільного стилю, чемпіон світу серед військовослужбовців, срібний призер Олімпійських ігор. Заслужений майстер спорту Росії з вільної боротьби (2000).

## Життєпис
Боротьбою почав займатися з 1987 року. Перший тренер — батько, Ідрис Гітінов, майстер спорту з вільної боротьби. Молодший брат Шаміль теж борець вільного стилю, дворазовий призер Європи у складі збірної Вірменії. Згодом тренувався під керівництвом заслужених тренерів Росії Я. І. Гантмана і А. Х. Маргієва. У 1997 році став срібним призером чемпіонату Європи серед юніорів. Того ж року став чемпіоном світу серед юніорів. 
Виступав за спортивний клуб Збройних сил Російської Федерації (Санкт-Петербург). Чемпіон Росії (2005 — до 74 кг). Бронзовий призер чемпіонату Росії (2007 — до 74 кг).
У збірній команді Росії виступав з 2000 по 2006 рік. У 2000 році приніс їй срібну медаль Олімпіади в Сіднеї, поступившись у фіналі з рахунком 4-7 канадському борцю нігерійського походження Даніелю Ігалі. В 2008 році виступив за збірну команду Киргизії. У її складі пробився на Олімпійські ігри в Пекіні, де виступив не дуже вдало, посівши сьоме місце. Того ж року після закінчення Олімпіади завершив спортивну кар'єру.
З 2009 року — тренер Клубу спортивної боротьби ЦСКА. З травня 2011 року — старший тренер збірної команди Дагестану. Мешкає в Махачкалі.
Випускник фінансово-економічного факультету Технологічного інституту сервісу та економіки (Санкт-Петербург).

## Державні нагороди
- Орден Дружби (2001).

## Спортивні результати на міжнародних змаганнях

### Виступи на Олімпіадах
| Змагання                    | Збірна     | Вагова категорія          | Місце  |
| --------------------------- | ---------- | ------------------------- | ------ |
| Літні Олімпійські ігри 2000 | Росія      | вільна боротьба, до 69 кг | Срібло |
| Літні Олімпійські ігри 2008 | Киргизстан | вільна боротьба, до 74 кг | 7      |

### Виступи на інших змаганнях
| Змагання                                                      | Збірна     | Вагова категорія          | Місце  |
| ------------------------------------------------------------- | ---------- | ------------------------- | ------ |
| Чемпіонат світу з боротьби серед військовослужбовців 2002     | Росія      | вільна боротьба, до 74 кг | Золото |
| Золотий Гран-прі з боротьби 2006                              | Росія      | вільна боротьба, до 74 кг | Срібло |
| Олімпійський кваліфікаційний турнір з боротьби 2008 (Варшава) | Киргизстан | вільна боротьба, до 74 кг | Золото |
| Золотий Гран-прі з боротьби 2008                              | Киргизстан | вільна боротьба, до 74 кг | Бронза |

### Виступи на змаганнях молодших вікових груп
| Змагання                                       | Збірна | Вагова категорія          | Місце  |
| ---------------------------------------------- | ------ | ------------------------- | ------ |
| Чемпіонат Європи з боротьби серед юніорів 1997 | Росія  | вільна боротьба, до 70 кг | Срібло |
| Чемпіонат світу з боротьби серед юніорів 1997  | Росія  | вільна боротьба, до 70 кг | Золото |